# 山内道慶
山内 道慶（やまのうち みちよし、元禄8年（1695年）5月 - 安永7年3月2日（1778年3月30日））は、江戸時代中期の養蚕家。通称は甚之丞。同じく養蚕家の山内道恒は子。

## 経歴・人物
仙台藩領陸奥本吉郡入谷村の肝煎。当時養蚕業の先進地であった伊達郡で養蚕技術を学び、養蚕の奨励を仙台藩に進言しその普及に努めた。養蚕業の普及のみならず、私財を擲っての道路の整備、窮民の救済などにも努め、終身苗字帯刀をゆるされた。
大正13年（1924年）、従五位を追贈された。